# Wieża Vasco da Gama
Wieża Vasco da Gama (port. Torre Vasco da Gama) – wieża o wysokości 145 m w Lizbonie, zlokalizowana nad rzeką Tag. Nazwa wieży pochodzi od portugalskiego odkrywcy Vasco da Gamy.
Projektantami wieży są Leonor Janeiro, Nick Jacob oraz biuro architektoniczne Skidmore, Owings and Merrill. Stalowa konstrukcja wieży zaprojektowana na wzór płynącej karaweli została zbudowana przez firmę Martifer, specjalizującą się w konstrukcjach metalowych.
Wieża została zbudowana w 1998 roku z okazji odbywających się targów Expo ’98. Na wysokości 120 m znajdowała się platforma widokowa, a tuż pod nią – luksusowa restauracja. U podstawy wieży znajduje się 3-kondygnacyjny budynek, gdzie podczas targów Expo znajdował się pawilon Unii Europejskiej. Po zakończeniu się targów Expo budynek został przeznaczony pod wynajem jako powierzchnia biurowa, jednak nigdy nie znalazł dzierżawcy.
W 2001 roku platforma oraz restauracja zostały zamknięte. Według projektu architekta Nuno Leónidasa, na terenie sztucznie wysuniętym poza pierwotną linię brzegową rzeki Tag wzniesiono 21-kondygnacyjny luksusowy hotel, tworzący z wieżą jedną budowlę.
W 2006 roku Alain Robert wspiął się na szczyt wieży.